# Бенет (Ајова)
Бенет (енгл. Bennett) град је у америчкој савезној држави Ајова. По попису становништва из 2010. у њему је живело 405 становника.

## Демографија
Према попису становништва из 2010. у граду је живело 405 становника, што је 10 (2,5%) становника више него 2000. године.
| Група             | 2000.       | 2010.       |
| Белци             | 388 (98,2%) | 390 (96,3%) |
| Афроамериканци    | 0 (0,0%)    | 2 (0,5%)    |
| Азијати           | 1 (0,3%)    | 6 (1,5%)    |
| Хиспаноамериканци | 1 (0,3%)    | 10 (2,5%)   |
| Укупно            | 395         | 405         |